# Blåst på 60 sekunder
Blåst på 60 sekunder (engelska: Gone in 60 Seconds) är en amerikansk action- och dramafilm från 1974, regisserad, producerad och med manus av H.B. Halicki. Filmen handlar om en grupp biltjuvar som inom en kort tid måste stjäla 48 bilar. Filmen är mest känd för att ha förstört eller skadat 93 bilar i en 40-minuters biljakt. Totalt förstördes eller skadades 127 fordon under hela filmen. Nyinspelningen Gone in 60 Seconds från 2000 är baserad på filmen.

## Handling
Försäkringsinspektören Maindrian stjäl även bilar som sedan säljs utomlands. En dag när han stulit en bil blir han jagad av polisen i en lång biljakt.

## Om filmen
Filmen är inspelad i Carson, Long Beach, Redondo Beach och Torrance, samtliga i Kalifornien i USA. Den hade världspremiär i USA i juli 1974 och svensk premiär på Saga i Stockholm den 15 mars 1975, med åldersgränsen 15 år.
Scenen där Mustangen sladdar in i en telefonstolpe var en riktig olycka, H.B. Halicki skadades svårt och filmningarna stoppades medan han tillfrisknade. Scenen fick vara kvar i filmen.

## Rollista
| H.B. "Toby" Halicki        | – Maindrian Pace       |
| Marion Busia               | – Pumpkin Chase        |
| Jerry Daugirda             | – Eugene Chase         |
| James McIntyre             | – Stanley "Sage" Chase |
| George Cole                | – Atlee Jackson        |
| Ronald Halicki             | – Corlis Pace          |
| Markos Kotsikos            | – Uncle Joe Chase      |
| Christopher J.C. Agajanian | – Sig själv            |
| Gary Bettenhausen          | – Sig själv            |
| Parnelli Jones             | – Sig själv            |

## De 48 bilarna som stjäls i filmen
| Nr | Årsmodell | Bilar                            | Koder     |
| -- | --------- | -------------------------------- | --------- |
| 1  | 1974      | Cadillac Fleetwood 75            | Marion    |
| 2  | 1974      | Cadillac Fleetwood 75            | Barbara   |
| 3  | 1973      | Cadillac Fleetwood 75            | Lindsey   |
| 4  | 1972      | Cadillac Fleetwood 75            | Dianne    |
| 5  | 1971      | Cadillac Fleetwood Seventy-Five  | Nicole    |
| 6  | 1972      | Cadillac Fleetwood Seventy-Five  | Ruby      |
| 7  | 1972      | Lincoln Continental              | Julie     |
| 8  | 1971      | Freightliner WFT 6364            | Frances   |
| 9  | 1973      | Cadillac Coupe DeVille           | Mary      |
| 10 | 1972      | Mercedes-Benz 450SE              | Joanne    |
| 11 | 1930      | Hudson Motor Car Company         | Beverly   |
| 12 | 1974      | Cadillac Coupe DeVille           | Patricia  |
| 13 | 1974      | Lincoln Continental Mark IV      | Ruth      |
| 14 | 1927      | Citroën B14 Conduite             | Elizabeth |
| 15 | 1971      | Rolls-Royce Silver Shadow        | Terri     |
| 16 | 1924      | Rolls-Royce Silver Ghost         | Eileen    |
| 17 | 1972      | Plymouth Barracuda               | Susan     |
| 18 | 1970      | Jaguar E-Type                    | Claudia   |
| 19 | 1959      | Rolls-Royce Phantom V            | Rosie     |
| 20 | 1970      | Rolls-Royce Silver Shadow        | Maria     |
| 21 | 1972      | Ferrari Daytona 365 GTB/4        | Sharon    |
| 22 | 1970      | Rolls-Royce Silver Shadow        | Kathy     |
| 23 | 1953      | Chrysler Coupe Elegance          | Alice     |
| 24 | 1973      | Cadillac Fleetwood Station Wagon | Leona     |
| 25 | 1971      | Rolls-Royce Silver Shadow        | Kelly     |
| 26 | 1971      | Cadillac Eldorado                | Nancy     |
| 27 | 1973      | Jensen Interceptor               | Betty     |
| 28 | 1971      | Citroën SM                       | Patti     |
| 29 | 1962      | Ferrari 340 America              | Judy      |
| 30 | 1966      | Rolls-Royce Silver Cloud II      | Carey     |
| 31 | 1966      | Rolls-Royce Silver Cloud III     | Jackie    |
| 32 | 1973      | Cadillac Eldorado                | Laurie    |
| 33 | 1972      | Maserati Ghibli Coupe            | Sandy     |
| 34 | 1971      | Chevrolet Vega                   | Christy   |
| 35 | 1969      | Chevrolet Corvette Stingray      | Michelle  |
| 36 | 1967      | Lamborghini Miura                | Tracy     |
| 37 | 1969      | De Tomaso Mangusta               | Marilyn   |
| 38 | 1971      | De Tomaso Pantera                | Maxine    |
| 39 | 1968      | Intermeccanica Italia GFX        | Lorna     |
| 40 | 1971      | Chevrolet Corvette Stingray      | Jean      |
| 41 | 1949      | Ferrari V12                      | Paula     |
| 42 | 1966      | Lotus Europa S1                  | Renee     |
| 43 | 1974      | Manta Mirage                     | Annie     |
| 44 | 1971      | Ford "Big Oly" Bronco            | Janet     |
| 45 | 1972      | Stutz Blackhawk                  | Karen     |
| 46 | 1957      | Mercedes-Benz 300SL              | Dorothy   |
| 47 | 1973      | Stutz Blackhawk                  | Donna     |
| 48 | 1973      | Ford Mustang                     | Eleanor   |